# NGC 595

NGC 595

NGC 595 هي مجرة تتبع كوكبة المثلث. اكتشفها هاينريش لويس دريست في 1 أكتوبر 1864.

## روابط خارجية
- NGC 595 على موقع ويكي سكاي: DSS2, SDSS, GALEX, IRAS, Hydrogen α, X-Ray, Astrophoto, Sky Map, Articles and images